# Сборная Тонги по регби
Сборная Тонги по регби представляет это государство в международных матчах и турнирах по регби-15. Команда известна под прозвищем ’Ikale Tahi — «орланы». Как и другие сборные из полинезийских стран, тонганцы исполняют перед каждым матчем боевой танец. В случае сборной Тонги это каилао, также известный как сипи-тау. Сборная входит в Тихоокеанский регбийный альянс наряду с Самоа и Фиджи. На чемпионате мира 2011 г. команда показала уникальное достижение, обыграв сборную Франции со счётом 19-14. Тем не менее, поражения от Новой Зеландии и Канады не позволили полинезийцам достичь первого в своей истории четвертьфинала мирового первенства.

## История
Регби появилось на островах в начале XX века — игру привезли моряки и миссионеры. Регбийный союз Тонги был создан в конце 1923 г. Первый матч сборной состоялся в следующем году: тонганцы обыграли Фиджи со счётом 9-6. Тем не менее, во второй тестовой игре сборная проиграла (3-14), а решающий матч завершился нулевой ничьей.
В 1924—1938 гг. Тонга и Фиджи проводили серии из трёх тестовых матчей в каждом втором году. Обе команды упорно сражались за победу, появилась метафора, сопоставлявшая регбийные матчи и древние войны островитян. Беспорядки во время третьего матча серии 1928 г. вынудили судей досрочно завершить встречу, где лидировала Тонга (11-8). В 1954 г. играли с путешествовавшей сборной Западного Самоа.
Тонга обыграла новозеландскую команду маори в 1969 г. Интересно, что следующий тестовый матч сборной прошёл только в 1973 г.: тонганцы проиграли «Уоллабис» (12-30). Островитяне взяли реванш в июне того же года, обыграв австралийцев со счётом 16-11 и занеся четыре попытки против двух. Через год сборная отправилась на «Кардифф Армс Парк», чтобы провести нетестовый матч с валлийцами. Сильнее — 26-7 — оказались британцы.
Первый официальный тур Тонги в Великобританию прошёл в 1974 г. Южане провели десять матчей, в том числе против сборных Восточного, Северного и Западного Уэльса, «Лланелли», «Ньюпорта» и главной национальной команды. Единственная победа полинезийцев пришлась на встречу с Восточным Уэльсом (18-13). Тонга проиграла оба тестовых матча против Шотландии и Уэльса (8-44 и 7-26 соответственно).
Сборная оставалась малоизвестной в Европе до 1986 г., когда валлийцы отправились в турне по островам Океании. В начале матча Уэльс—Тонга фланкер гостей Марк Браун был атакован тремя форвардами хозяев. Это привело к массовой драке, в которой приняла участие вся команда за исключением Малькольма Дэйси и Марка Титли. В своей книге Raising The Dragon Роберт Джонс описал это событие как «худшую стычку из когда-либо виденных им на регбийном поле». На послематчевом банкете Джонатана Дэвиса попросили сказать несколько слов по-валлийски. Под аплодисменты тонганцев Дэвис описал их как «самую грязную команду, против которой он играл».
В первом розыгрыше кубка мира Тонга и Уэльс попали в одну группу. Опыт предыдущей игры и необходимость предоставить отдых лидерам команды вынудили британских тренеров выставить на игру ослабленный состав. Несмотря на это, валлийцы выиграли со счётом 29-16. Тонга же проиграла два других матча — Ирландии (9-32) и Канаде (4-37).
Сборная не смогла квалифицироваться для участия в следующем чемпионате. В 1994 г. команда выиграла Южнотихоокеанский чемпионат с наибольшим количеством попыток. Это позволило регбистам принять участие в турнире Супер 10, где они, однако, заняли последнее место в группе с единственным очком.
Команда прошла отбор на ЧМ-1995 с лучшей разницей очков, нежели её главный соперник — Фиджи. Впрочем, на том чемпионате сборная выиграла лишь однажды (Кот-д’Ивуар, 29-11). Такой же результат регбисты продемонстрировали и на следующем кубке мира, обыграв Италию (28-25). Игра с африканцами имела трагические последствия: вингер сборной Кот-д’Ивуара Макс Брито навсегда остался прикован к инвалидной коляске.
В июне 1999 г. Тонга обыграла Францию в домашнем матче со счётом 20-16. В следующем году полинезийцы потерпели самое крупное поражение в истории, ничем не ответив на 102 очка «Олл Блэкс» (новозеландцы занесли 15 попыток). Игра проходила в Новой Зеландии.
Проиграв Фиджи и Самоа первые четыре матча в отборочном турнире чемпионата мира, Тонга оказалась на третьем месте в группе. Тонганцы играли в стыковых матчах против Папуа — Новой Гвинеи и в обоих матчах одержали победу (47-14 и 84-12). Затем последовали встречи со сборной Южной Кореи, завершившей азиатский отборочный турнир на втором месте. Команда из Океании дважды разгромила соперников (75-0 и 119-0). Вторая игра стала самой крупной победой Тонги.
На ЧМ-2003 Тонга уступила во всех матчах группового этапа. Незначительное поражение от Уэльса (20-27) было дополнено разгромом «Олл Блэкс» (7-91).
В 2007 г. Тонга выиграла две встречи в группе и с небольшой разницей уступила будущим чемпионам — «Спрингбокс» — в одном из самых интересных матчей чемпионата (25-30).
На чемпионате мира 2011 г. Тонга обыграла сборную Франции (19-14).

## Статистика
| Топ-30 рейтинга на 31 октября 2022                  |                |                |       |
| №                                                   | Подъём/падение | Сборная        | Очки  |
| 1                                                   | ▬              | Ирландия       | 90.03 |
| 2                                                   | ▬              | Франция        | 89.41 |
| 3                                                   | ▬              | ЮАР            | 89    |
| 4                                                   | ▬              | Новая Зеландия | 87.64 |
| 5                                                   | ▬              | Англия         | 86.25 |
| 6                                                   | ▲ 3            | Австралия      | 82.08 |
| 7                                                   | ▬              | Уэльс          | 81.28 |
| 8                                                   | ▬              | Аргентина      | 81.21 |
| 9                                                   | ▼ 3            | Шотландия      | 80.51 |
| 10                                                  | ▬              | Япония         | 77.39 |
| 11                                                  | ▬              | Самоа          | 75.75 |
| 12                                                  | ▬              | Фиджи          | 75.08 |
| 13                                                  | ▬              | Грузия         | 74.51 |
| 14                                                  | ▬              | Италия         | 73.29 |
| 15                                                  | ▬              | Испания        | 69.27 |
| 16                                                  | ▬              | Тонга          | 67.79 |
| 17                                                  | ▬              | Румыния        | 66.33 |
| 18                                                  | ▬              | Уругвай        | 65.97 |
| 19                                                  | ▬              | США            | 65.17 |
| 20                                                  | ▬              | Португалия     | 65.08 |
| 21                                                  | ▬              | Чили           | 61.24 |
| 22                                                  | ▬              | Гонконг        | 61.03 |
| 23                                                  | ▬              | Канада         | 60.99 |
| 24                                                  | ▬              | Намибия        | 60.56 |
| 25                                                  | ▬              | Россия         | 58.06 |
| 26                                                  | ▬              | Бельгия        | 55.97 |
| 27                                                  | ▬              | Бразилия       | 57.84 |
| 28                                                  | ▬              | Нидерланды     | 53.69 |
| 29                                                  | ▬              | Польша         | 53.03 |
| 30                                                  | ▬              | Германия       | 52.79 |
| Изменение позиции — по сравнению с 26 сентября 2022 |                |                |       |
| Полный список на сайте World Rugby                  |                |                |       |

Ниже приведена статистика выступлений сборной в тестовых матчах. Данные актуальны на 9 сентября 2011 г.
| Соперник             | Игры | Победы | Поражения | Ничьи | Процент побед |
| -------------------- | ---- | ------ | --------- | ----- | ------------- |
| Австралия            | 4    | 1      | 3         | 0     | 25 %          |
| Канада               | 6    | 2      | 4         | 0     | 25 %          |
| Чили                 | 1    | 1      | 0         | 0     | 100 %         |
| Острова Кука         | 3    | 3      | 0         | 0     | 100 %         |
| Англия               | 2    | 0      | 2         | 0     | 0 %           |
| Фиджи                | 85   | 27     | 55        | 3     | 31.7 %        |
| Франция              | 4    | 2      | 2         | 0     | 50 %          |
| Грузия               | 2    | 1      | 1         | 0     | 50 %          |
| Ирландия             | 2    | 0      | 2         | 0     | 0 %           |
| Италия               | 3    | 1      | 2         | 0     | 33.3 %        |
| Кот-д’Ивуар          | 1    | 1      | 0         | 0     | 100 %         |
| Япония               | 11   | 7      | 4         | 0     | 64 %          |
| Республика Корея     | 6    | 6      | 0         | 0     | 100 %         |
| Намибия              | 1    | 1      | 0         | 0     | 100 %         |
| Новая Каледония      | 1    | 1      | 0         | 0     | 100 %         |
| Новая Зеландия       | 4    | 0      | 4         | 0     | 0 %           |
| Сборная маори        | 12   | 4      | 8         | 0     | 33.3 %        |
| Португалия           | 1    | 1      | 0         | 0     | 100 %         |
| Папуа — Новая Гвинея | 2    | 2      | 0         | 0     | 100           |
| Самоа                | 37   | 15     | 20        | 2     | 40.4 %        |
| Шотландия            | 2    | 0      | 2         | 0     | 0 %           |
| Соломоновы Острова   | 1    | 1      | 0         | 0     | 100 %         |
| ЮАР                  | 2    | 0      | 2         | 0     | 0 %           |
| Таити                | 1    | 1      | 0         | 0     | 100 %         |
| США                  | 4    | 3      | 1         | 0     | 75 %          |
| Уэльс                | 6    | 0      | 6         | 0     | 0 %           |
| Зимбабве             | 1    | 1      | 0         | 0     | 100 %         |
| Всего:               | 214  | 89     | 120       | 5     | 44 %          |

## Тренеры
| Имя                         | Годы работы | Игр | Победы | Ничьи | Поражения | Процент побед |
| --------------------------- | ----------- | --- | ------ | ----- | --------- | ------------- |
| Фред Вольфграмм             | 1985        |     |        |       |           |               |
| Вилиами Тупоулахи Маилефихи | 1986—1987   |     |        |       |           |               |
| Факахау Валу                | 1995        |     |        |       |           |               |
| Полутеле Ту’ихаламака       | 1999—2000   |     |        |       |           |               |
| Ваита Уэлени                | 2000—2001   |     |        |       |           |               |
| Джим Лав                    | 2001—2003   | 19  | 6      | 13    | 0         | 31,58         |
| Уилли Офаэнгауэ             | 2004—2005   | 8   | 0      | 8     | 0         | 0             |
| Адам Лич                    | 2006—2007   | 7   | 5      | 2     | 0         | 71,43         |
| Куддус Фиелеа               | 2007—2010   | 16  | 5      | 11    | 0         | 31,25         |
| Иситоло Мака                | 2010—2011   | 14  | 7      | 7     | 0         | 50            |
| Тоутаи Кефу (и. о.)         | 2012        | 3   | 1      | 2     | 0         | 33,33         |
| Мана Отаи                   | 2012—2015   | 24  | 11     | 12    | 1         | 47,91         |
| Тоутаи Кефу                 | 2016—н.в.   |     |        |       |           |               |